# Greg Morris

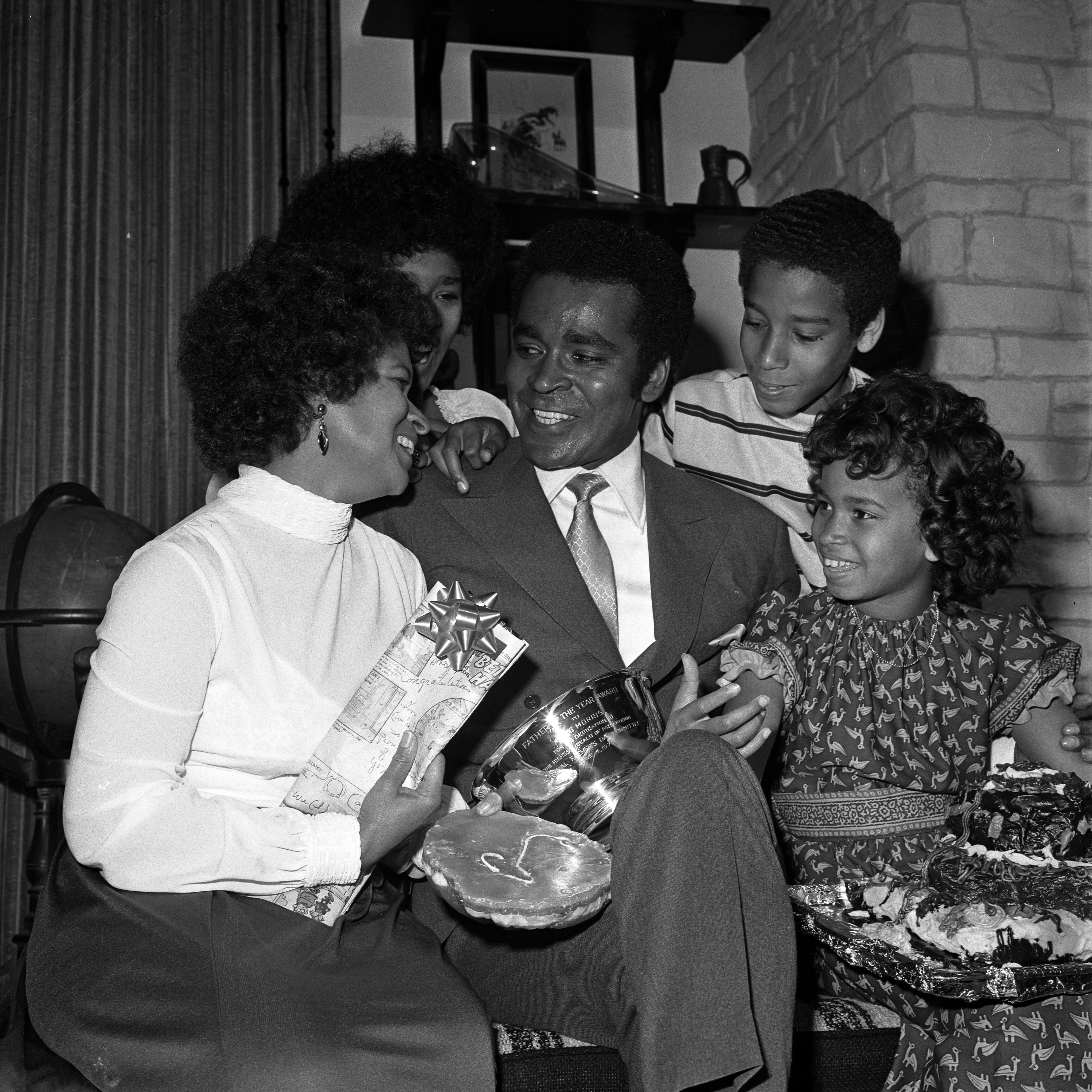
Greg Morris mit seiner Frau und seinen Kindern (1971)

Francis Gregory Alan Morris (* 27. September 1933 in Cleveland, Ohio; † 27. August 1996 in Las Vegas, Nevada) war ein US-amerikanischer Schauspieler.

## Leben
Morris begann seine Karriere in den 1960er Jahren als Gaststar in verschiedenen Fernsehserien wie Alfred Hitchcock präsentiert, Dr. Kildare und Twilight Zone. 1966 wurde er für die Rolle des Barney Collier in der Serie Kobra, übernehmen Sie besetzt, die er bis 1973 in 168 Folgen spielte. Er war hierfür dreimal für den Emmy nominiert. In den 1970er Jahren spielte er unter anderem in Mannix und Fantasy Island, bevor er 1978 bis 1981 eine wiederkehrende Rolle in der Serie Vegas hatte. 1988 spielte er in einer Gastrolle in der Neuauflage Mission: Impossible unter dem deutschen Titel In geheimer Mission wieder seine alte Rolle. In der Serie spielte sein Sohn Phil Morris seinen Sohn Grant.
Morris starb 1996 im Alter von 62 Jahren an einer Krebserkrankung.

## Filmografie (Auswahl)
- 1965: Auf der Flucht
- 1966: Kobra, übernehmen Sie
- 1966: Tennisschläger und Kanonen
- 1973: Mannix
- 1974: Der Sechs-Millionen-Dollar-Mann
- 1975: Die Straßen von San Francisco
- 1978: Fantasy Island
- 1978: Vegas
- 1978: Quincy
- 1978: Love Boat
- 1984: Jesse Owens – Idol und Legende (The Jesse Owens Story)
- 1984: Mord ist ihr Hobby
- 1984: T.J. Hooker
- 1988: In geheimer Mission
- 1995: Tek War – Krieger der Zukunft (TekWar, Fernsehserie)

## Auszeichnungen
- 1969: Emmy-Nominierung für Kobra, übernehmen Sie
- 1970: Emmy-Nominierung für Kobra, übernehmen Sie
- 1972: Emmy-Nominierung für Kobra, übernehmen Sie